# Kapal
Kapal is een bestuurslaag in het regentschap Badung van de provincie Bali, Indonesië. Kapal telt 12.149 inwoners (volkstelling 2010).